# مزرعه نورلند
مزرعهٔ نِوِرلَند (به انگلیسی: Neverland Ranch) واقع در سانتا باربارا، کالیفرنیا، ملک خصوصی هنرمند مشهور مایکل جکسون از سال ۱۹۸۸ تا ۲۰۰۵ بوده‌است. نام این ملک برگرفته از سرزمینی خیالی در داستان «پیتر پن»، پسری که هیچ وقت بزرگ نمی‌شود است. این مزرعه در ۱۳ کیلومتری شمال شهر سانتا اینز واقع شده‌است.
دفتر شهر سانتاباربارا ارزیابی کرده که گستردگی این ملک ۲٬۷۰۰ جریب فرنگی (۱٬۱۰۰ هکتار) است.
این ملک همانند کاخ باکینگهام و عمارت پلی بوی، یکی از عمارت‌هایی است که به اندازهٔ صاحبان‌شان شناخته شده‌است.

## در زمان اقامت مایکل جکسون
مایکل جکسون این ملک را در سال ۱۹۸۸ از ویلیام بون خریداری کرد. مبلغ این قرار داد بین ۱۶٫۵ تا ۳۰ میلیون دلار گزارش شده‌است. مایکل پس از خرید این ملک در آن پارک تفریحی، استخر، شهر بازی، باغ وحش و سینما ساخت تا کودکان بی‌سرپرست و بیمار را به صورت رایگان به آن جا دعوت کند.
در طول زندگی جکسون در این مزرعه، گروه‌های مختلفی از کودکان و خانواده‌ها برای بازدید از این ملک به آنجا آمدند. به همین دلیل جکسون دو بار متهم به سؤرفتار جنسی با کودکان خردسال یکی در سال ۱۹۹۳ و دیگری در سال ۲۰۰۳ شد که در هر دو مورد جکسون بی‌گناه شناخته شد.
جکسون در سال ۲۰۰۵ اعلام کرد که دیگر نمی‌تواند در این خانه زندگی کند. چون در زمان ایراد اتهامات سال ۲۰۰۳ نزدیک به ۷۰ مأمور پلیس به خانه او وارد شده و به جستجو پرداختند. نورلند در سال ۲۰۰۶ بسته شد و بیشتر کارکنان از آنجا خارج شدند و از آن به بعد جکسون دیگر در آنجا زندگی نکرد.
مایکل در سال ۲۰۰۸ این ملک وسیع را به «شرکت خرید و فروش املاک مزرعهٔ سایکامور» فروخت.
وسایل شهر بازی آن نیز در سال ۲۰۰۹ (میلادی) جمع شدند.

## پس از مرگ مایکل جکسون
پس از مرگ مایکل جکسون گزارش‌هایی پخش شد در مورد اینکه خانواده جکسون قصد دارند او را در این ملک دفن کنند تا این ملک زیارت‌گاهی برای هواداران جکسون باشد ولی این ادعا از طرف پدر مایکل، جوزف جکسون تکذیب شد.
در اکتبر ۲۰۱۰ فرزندان مایکل (پرنس، پاریس و بلنکت جکسون) گفتند که قصد دارند این ملک را دوباره خریداری کنند.
در سال ۲۰۱۵ قیمت ۱۰۰ میلیون دلار برای فروش این ملک تعیین شد.
در دسامبر ۲۰۲۰ ران بورکل، دوست مایکل جکسون این ملک را به قیمت ۲۲ میلیون دلار خرید.

## نگارخانه

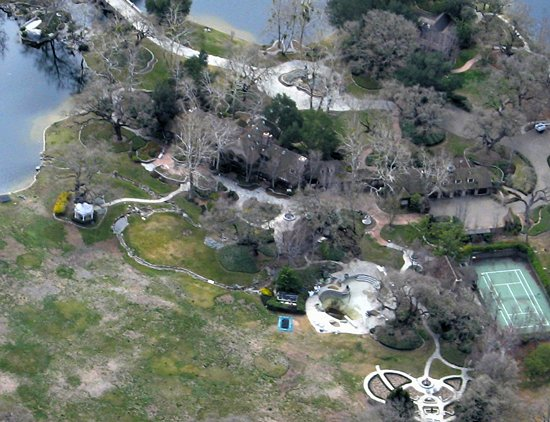
نمایی از نورلند در سال ۲۰۰۸، زمانی که مایکل آن را ترک کرده بود.
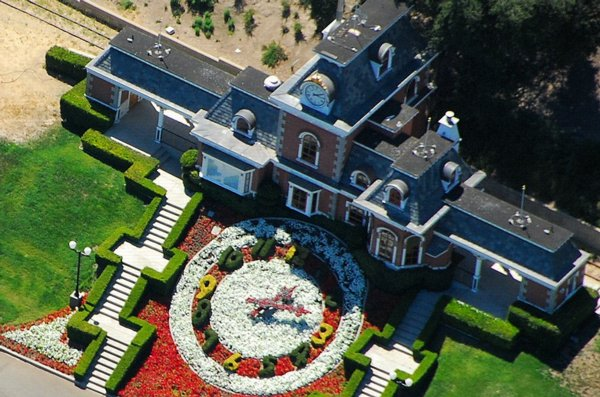
ایستگاه قطار تفریحی در مزرعهٔ نورلند
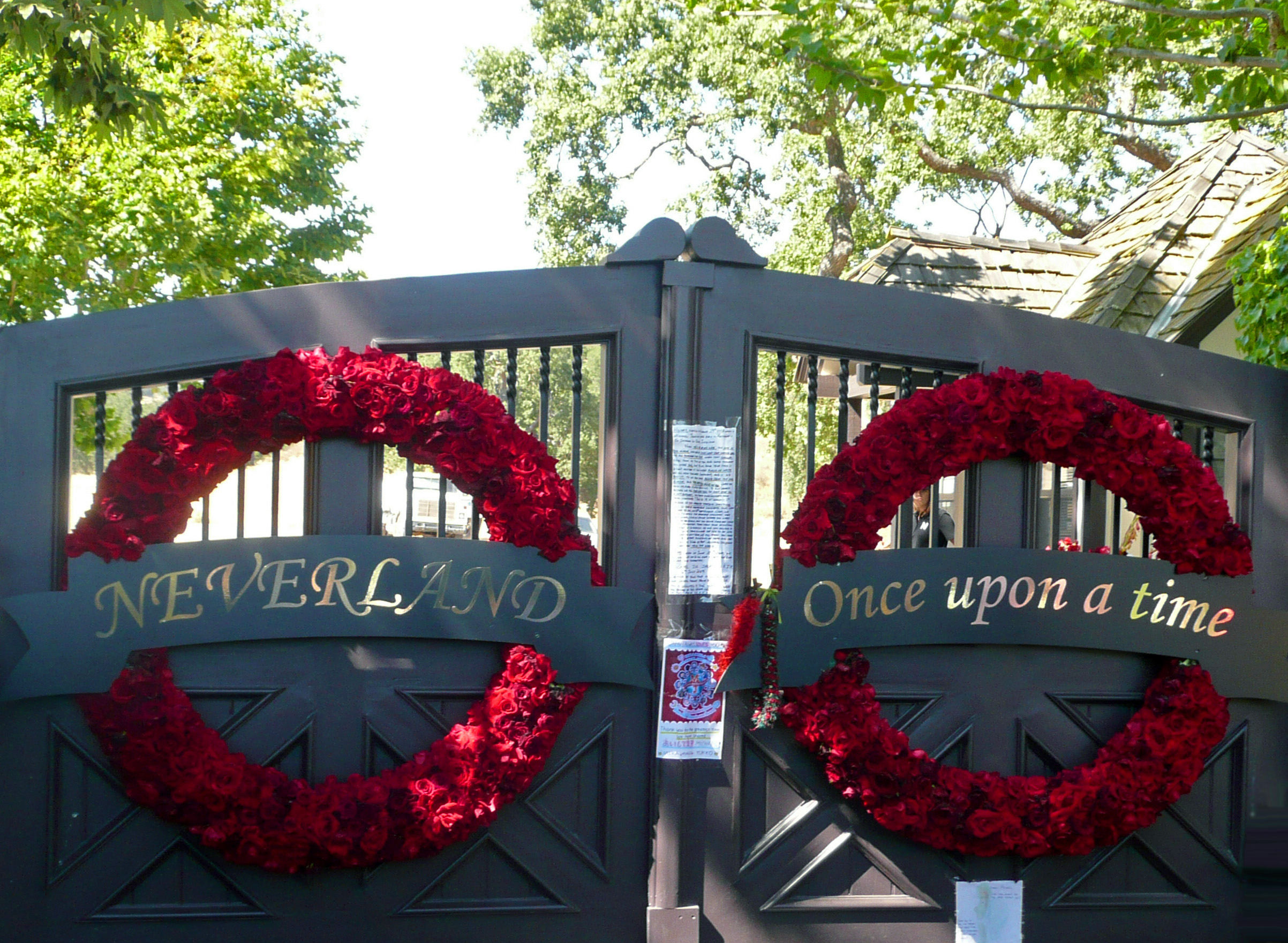
یکی از ورودی‌های مزرعهٔ نورلند در ۹ ژوئیه ۲۰۰۹ که بر روی آن نوشته شده است: «روزی روزگاری، سرزمینی که هیچ‌گاه وجود نداشت».
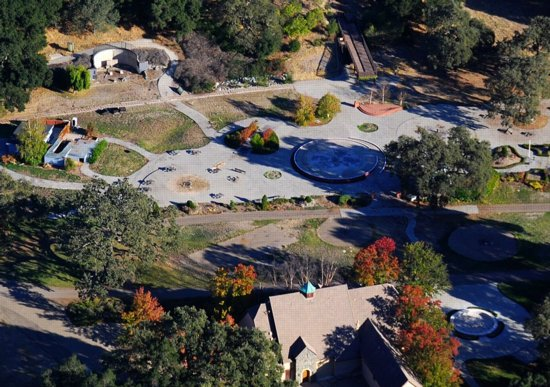
نمایی از شهربازی نورلند در سال ۲۰۰۸ زمانی که همه وسایل بازی آن جمع‌آوری شد.
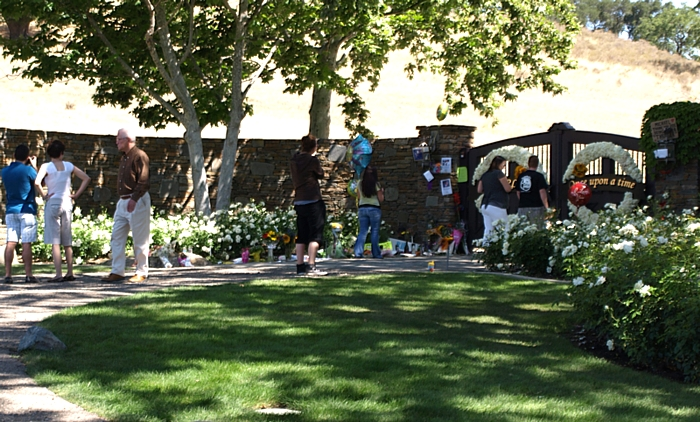
گروهی از هواداران مایکل در حال گذاشتن یادگاری‌هایی در روبه‌روی ورودی نورلند، تنها ۳ روز پس از مرگ مایکل جکسون.